# Horné Pršany
Horné Pršany – wieś (obec) na Słowacji położona w kraju bańskobystrzyckim, w powiecie Bańska Bystrzyca. Pierwsze wzmianki o miejscowości pochodzą z roku 1407.
Według danych z dnia 31 grudnia 2010, wieś zamieszkiwało 437 osób.
W 2001 roku rozkład populacji względem narodowości i przynależności etnicznej wyglądał następująco:
- Słowacy – 98,66%
- Czesi – 1,08%